# Barrio de Santa Cruz
Il Barrio de Santa Cruz è un quartiere nel centro di Siviglia. È uno dei più conosciuti e visitati della città.

## Storia
Santa Cruz era una delle più antiche juderie di Siviglia: quando Ferdinando III di Castiglia conquistò la città togliendola dal controllo dei musulmani, ammassò la popolazione ebrea della città, la seconda in tutta la Penisola iberica dopo quella di Toledo, in questo quartiere.
Dopo il Decreto di Alhambra del 1492 che prevedeva l'espulsione degli ebrei dalla Spagna, il quartiere subì un grande declino. Nel XVIII secolo, il quartiere ebbe un maggiore processo di rinnovamento urbano.

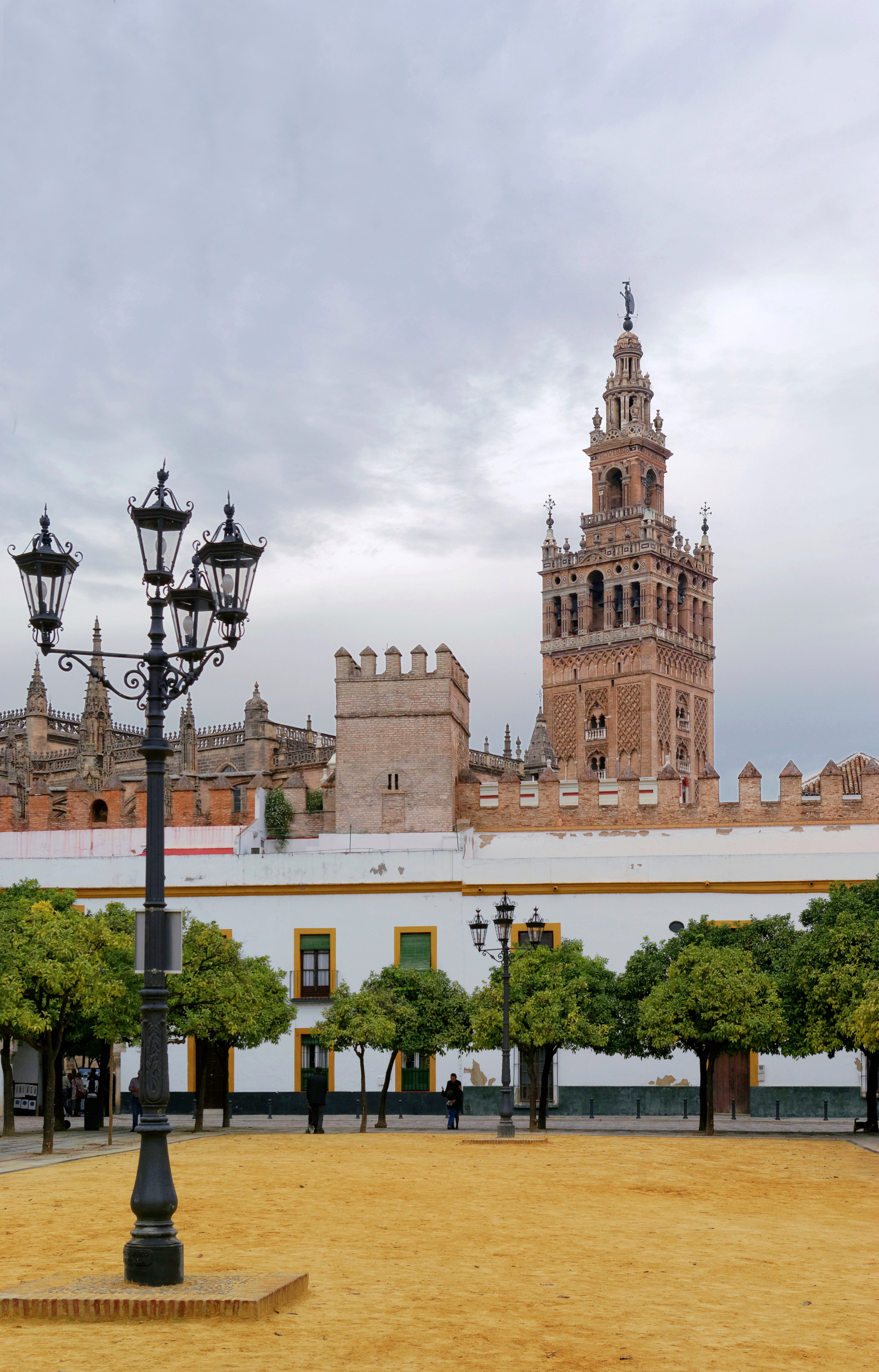
Patio de Banderas
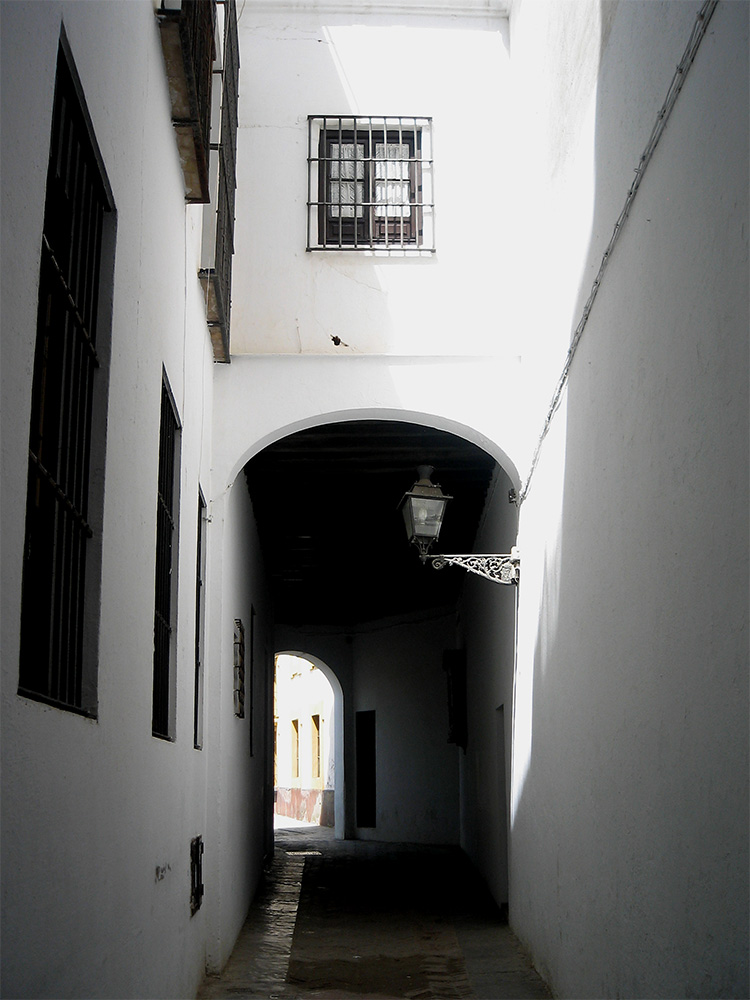
Judería. Una via nel Barrio de Santa Cruz.
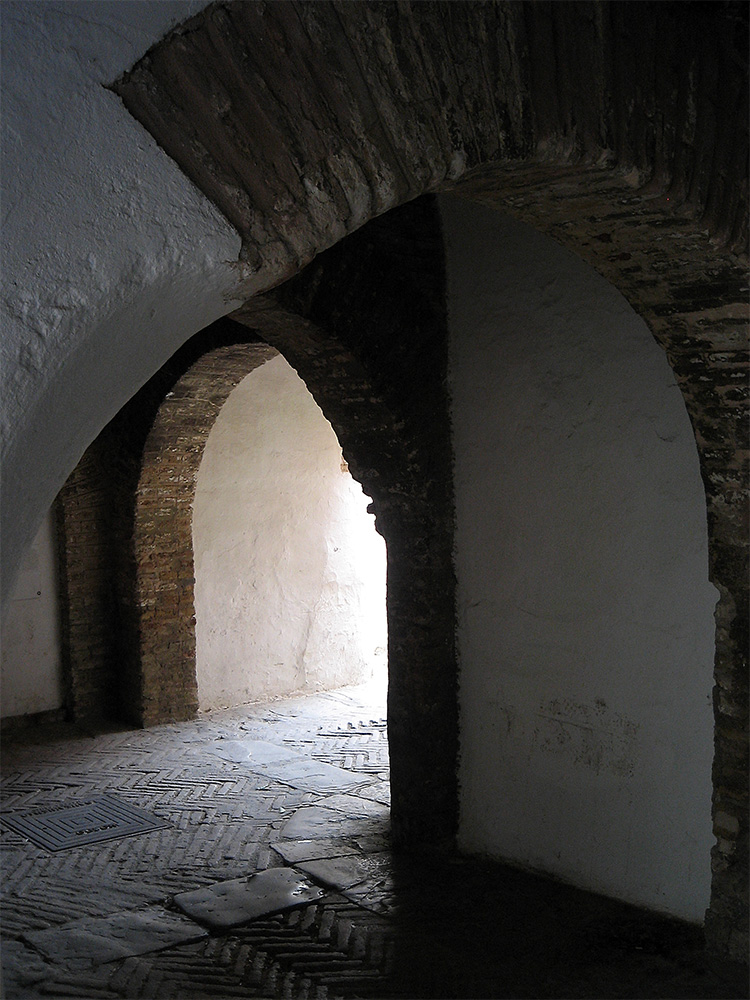
Judería. Una via nel Barrio de Santa Cruz.
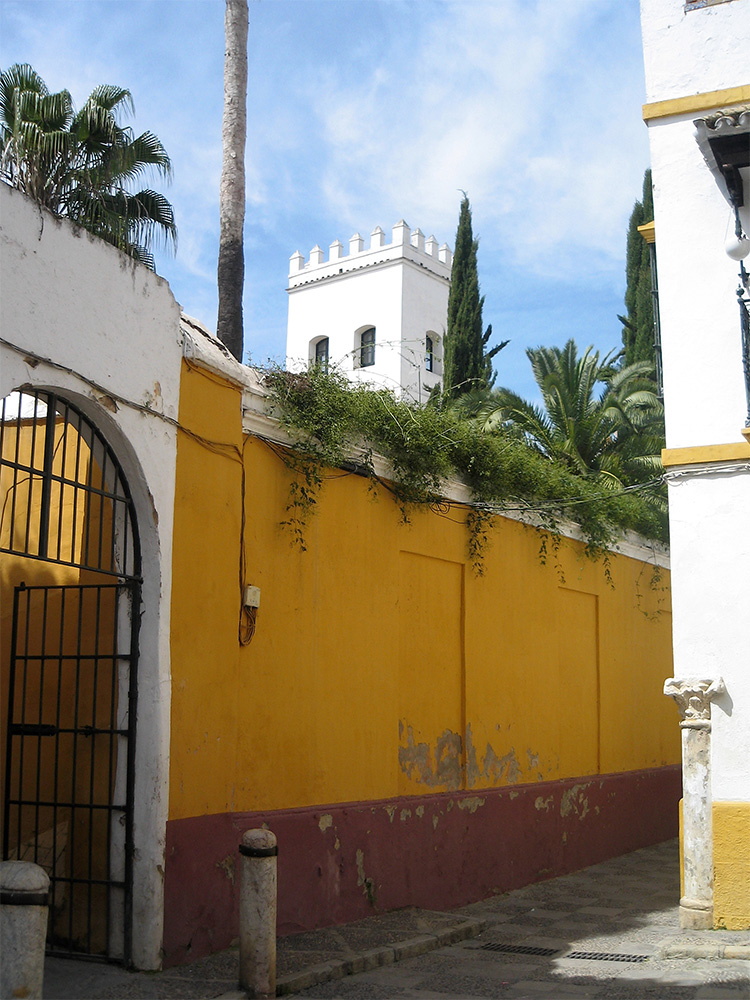
Judería. Una via nel Barrio de Santa Cruz.
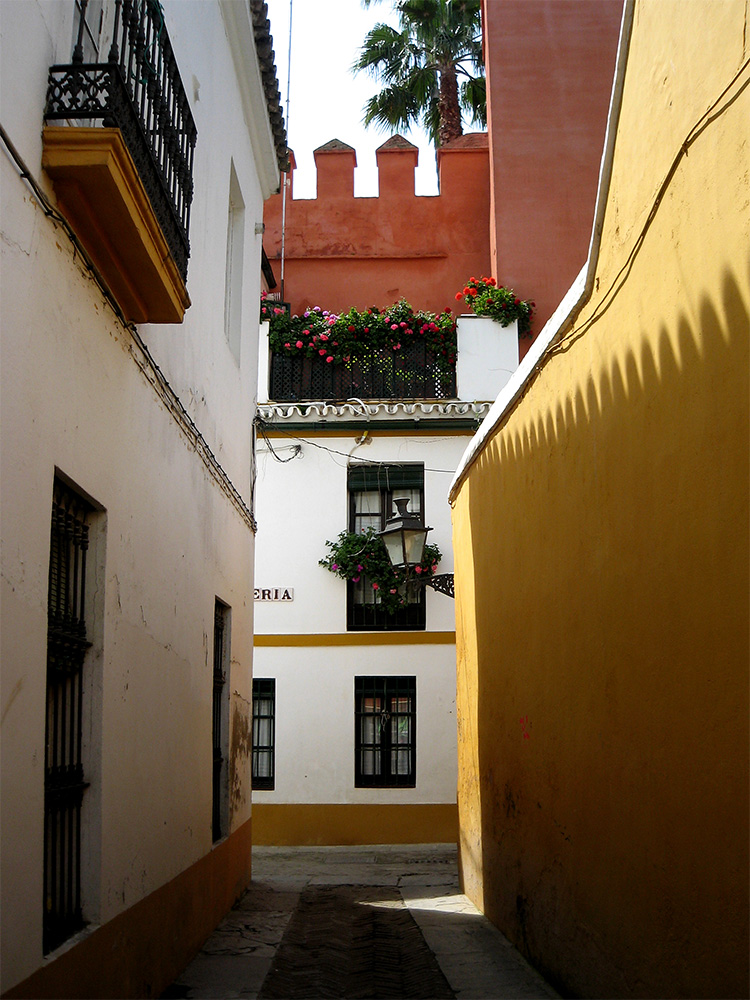
Judería. Una via nel Barrio de Santa Cruz.
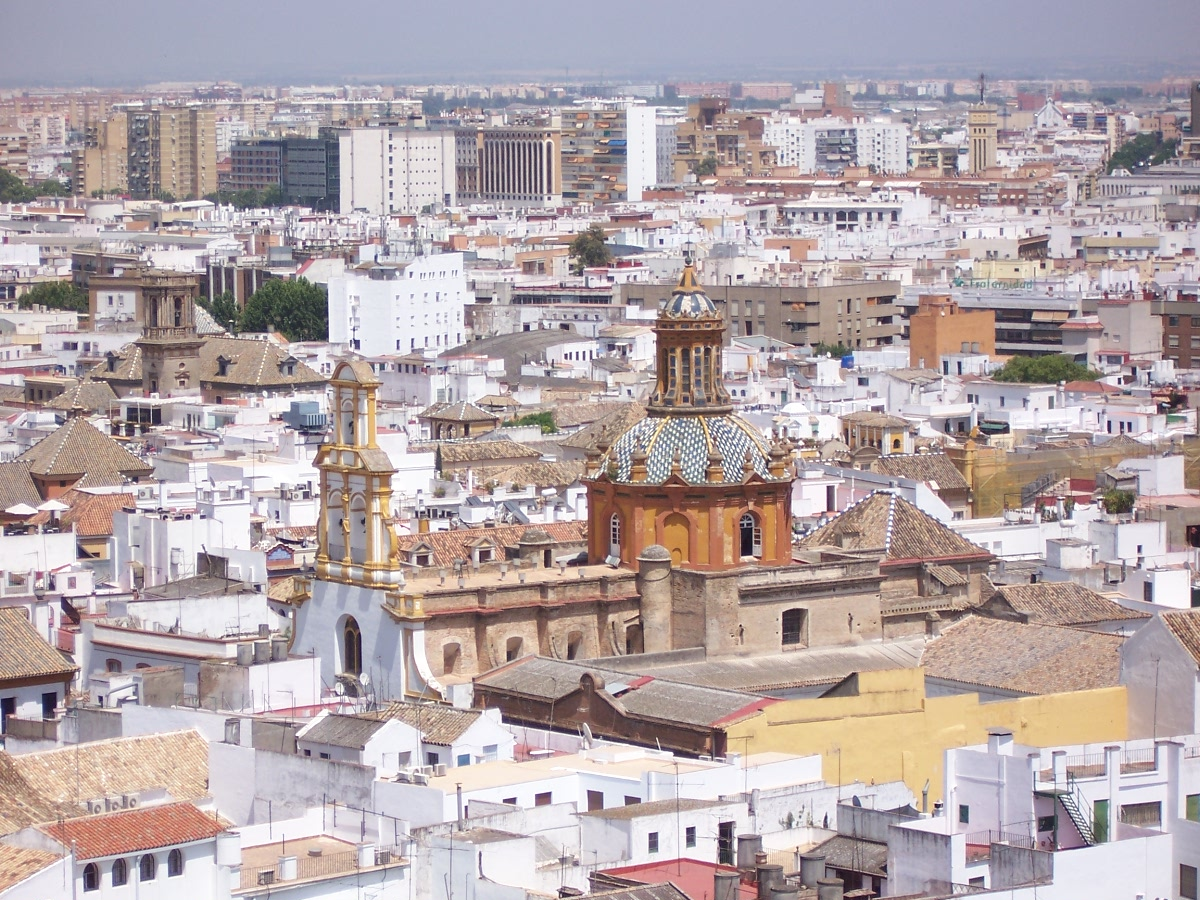
Iglesia de Santa Cruz, vista dalla Giralda.
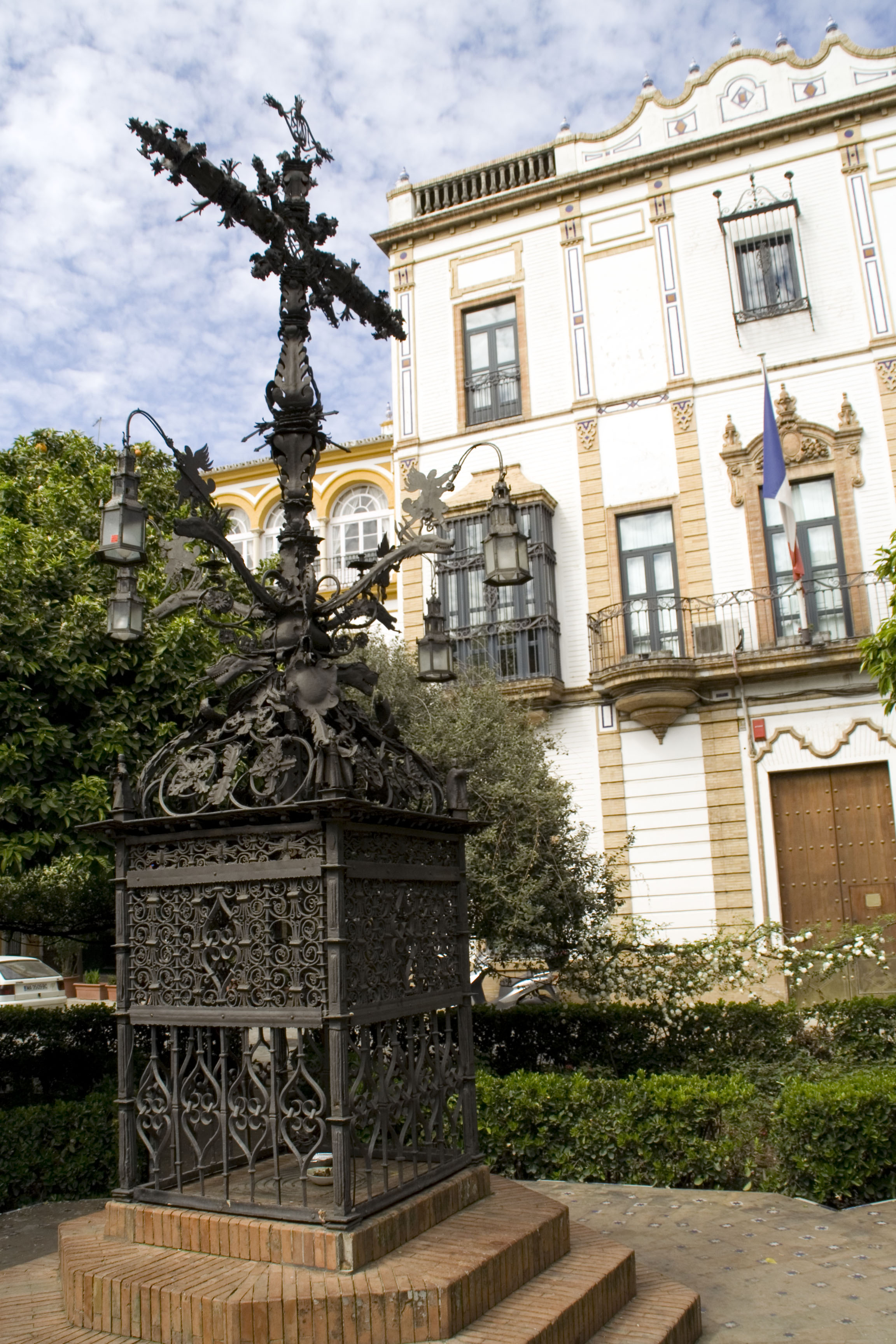
Plaza de Santa Cruz.
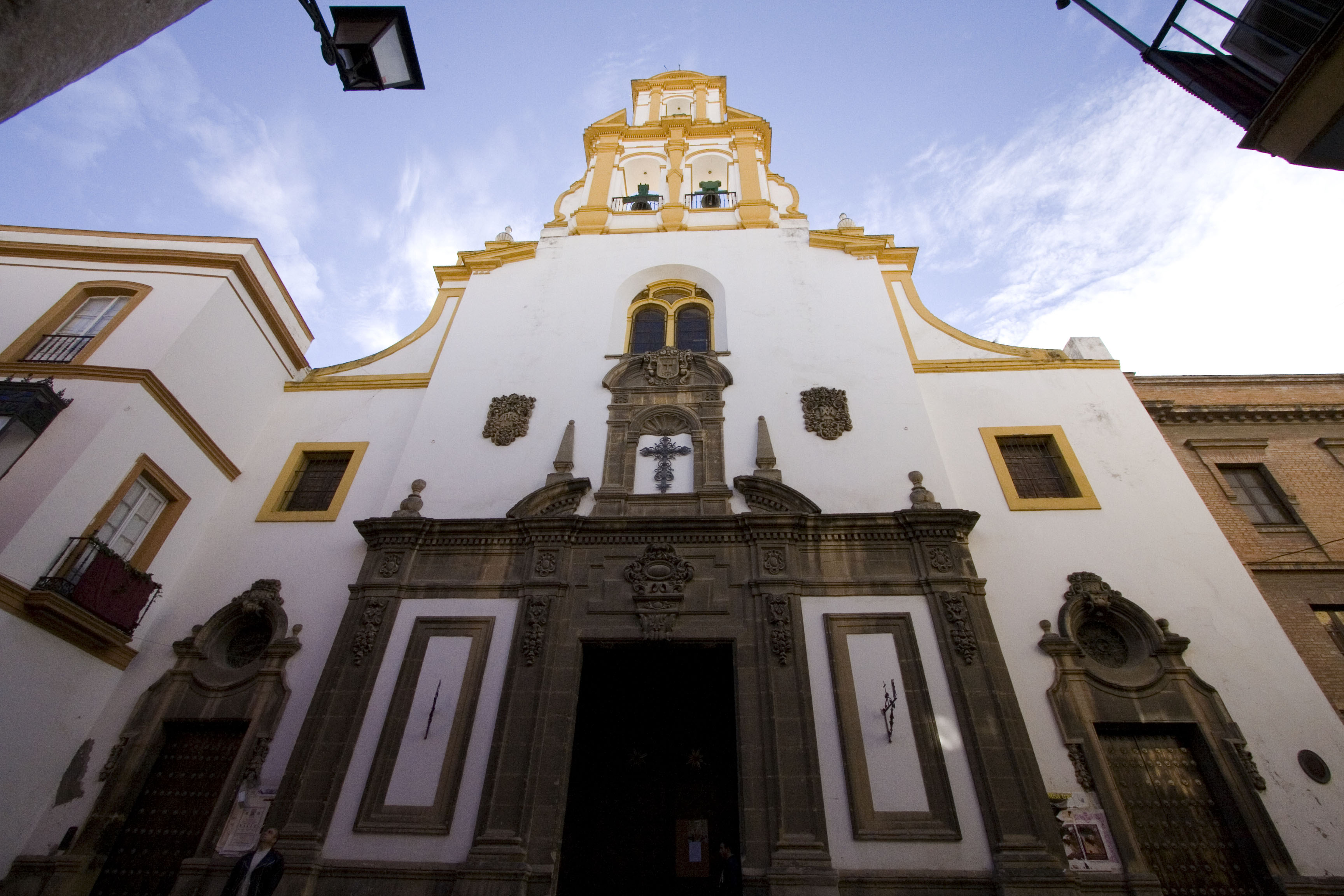
Façade della Iglesia de Santa Cruz in Calle Mateos Gago.
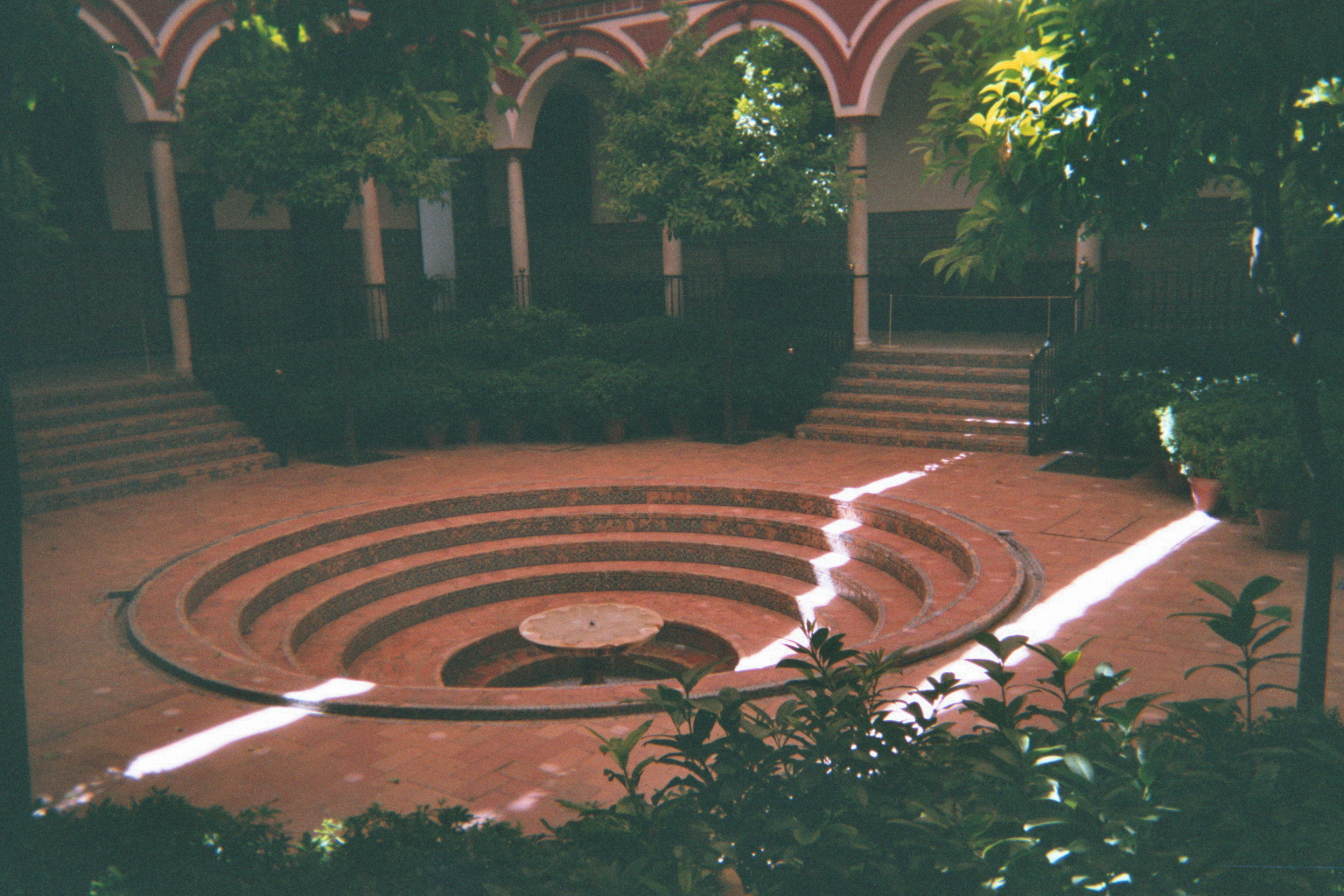
Patio dell'Hospital de los Venerables.

## Origine del nome
L'attuale Plaza de Santa Cruz era una volta il sito della Iglesia de Santa Cruz (Chiesa della Santa Croce), una chiesa parrocchiale che ha dato il suo nome al quartiere. La chiesa in stile mudéjar fu costruita sopra le rovine di una sinagoga, e in tal modo incorporò il pavimento di quest'ultima. Durante le Guerre Napoleoniche la chiesa fu demolita come parte di rinnovamento urbano, ma il vecchio pavimento rimase e corrisponde all'attuale piazza, al centro della quale si erge la Cruz de Cerranjería, realizzata nel 1692 in ferro battuto. La parrocchia fu trasferita al monastero dei Clérigos del Espíritu Santo (Clerici dello Spirito Santo), ovvero l'attuale Chiesa di santa Cruz in Calle Mateos Gago (Via Mateos Gago).

## Il labirinto
Il Barrio de Santa Cruz è un labirinto di piccole vie e vicoli risalenti all'antica judería; in tal modo si riesce a proteggersi dal soffocante sole estivo di Siviglia. Attraversando il quartiere si trovano varie piazze, tra cui Plaza de Santa Cruz, Plaza de los Venerables, Plaza de las Cruces, Plaza de Doña Elvira e Plaza de los Refinadores.
Inoltre sono presenti alcune vie interessanti come il Callejón del Agua, un vicolo parallelo alle mura cittadine, che era l'itinerario attraverso il quale l'acqua veniva trasportata nell Alcázar di Siviglia e dove c'era la casa dello scrittore statunitense Washington Irving. Questo vicolo inoltre porta a una delle uscite del quartiere attraverso i Jardines de Murillo. Un'altra uscita di Santa Cruz è Callejón de la Judería e l'enorme Patio de Banderas adiacente all'Alcázar e alle mura cittadine. Calle de Santa Teresa è il luogo dove si trova la Casa de Murillo e una convento di carmelitane del XVII secolo fondato da Santa Teresa d'Avila.

### Ospedale de los Venerables Sacerdotes
Costruito tra il 1675 e il 1695, internamente ospita una cappella decorata con dipinti di Juan de Valdés Leal (nella navata) e di suo figlio Lucas Valdés (nella sagrestia e nella cupola).
Progettato da Leonardo de Figueroa, l'ospedale fu costruito laddove si trovava il Corral de Doña Elvira, usato più volte da Lope de Rueda come ambientazione delle proprie opere teatrali. I locali disposti attorno al cortile interno dell'Ospedale ospitano un museo dedicato alla Settimana Santa di Siviglia.

### Vie
- Calle Pimienta
- Calle Justino de Neve
- Callejón del Agua
- Calle Vida
- Calle Susona
- Calle de la Judería
- Calle Jamerdana
- Calle Gloria
- Calle Aire
- Calle Mateos Gago

### Piazze
- Plaza de la Alianza
- Plaza de Alfaro[1]
- Plaza de Doña Elvira
- Plaza de la Escuela de Cristo
- Plaza de los Refinadores
- Plaza de Santa Cruz
- Plaza de Santa Marta
- Plaza del Triunfo
- Plaza de los Venerables
- Plaza Virgen de los Reyes
- Patio de Banderas